# Kamilya Jubran
Kamilya Jubran (1962) es una cantante, compositora y guitarrista, toca el laúd árabe. 
Nacida en Akka, Israel, sus padres son palestinos.
En junio de 2013 Kamiya Jubrán participó junto a René Pérez, Eduardo Cabra, el fundador de Wikileaks Julian Assange y guitarrista de Rage Against the Machine Tom Morello en la canción Multi Viral.
Sus discos son:
- 2002, Mahattaat
- 2005, Wameedd
- 2009, Makan
- 2011, Wanabni
- 2013, Kamilya Jubran & Sarah Murcia.